# Nacionalni park Everglejds
Nacionalni park Everglejds (engl. Everglades National Park) jedan je od 58 nacionalnih parkova Sjedinjenih Američkih Država. Nalazi se u saveznoj državi Florida. Ovaj nacionalni park se nalazi na popisu Uneskove Svetske baštine još od 1979. godine, a od 1993. do 2007. bio je upisan i na spisak ugroženih mesta Svetske baštine zbog oštećenja usled orkana Endru i poplava poljoprivrednim i urbanim razvojem. Nakon pokušaja obnove parka skinut je s tog popisa 2007. godine, ali je ponovno dospeo na njega 2010. godine nakon što je nastavljeno usporavanje toka vode, što je prouzrokovalo nestanak morskog života i pad broja životinjskih vrsta.

## Biljni svet
Srce Everglejdsa je ogromna travna močvara, najveća takve vrste na svetu. Pleme indijanaca Seminola su to močvarno područje Everglejdsa nazivali Pa-haj-oki (travnate vode), jer je najveći deo ovog područja vodom natopljen močvarni šaš koji raste do 4 m visine. U parku rastu i guste suptropske šume čempresa. Bujno zelenilo brojnih ostrvaca uključuje i stabla živog hrasta, mahagonija, kokosove palme te posebnu vrsta gimbo limbo bora. Kora ove vrste bora je jarko crvena i lako se ljušti. Uz rubove parka u morskim rukavcima rastu brojna stabla mangrova čije teško prohodno korenje pruža utočište brojnim životinjskim vrstama. Močvare mangorva se uglavnom nalaze u područjima u blizini obale, gde se susreću morska voda floridskog zaliva i slatka voda reke koja izvire iz jezera Okičobi. Ova stabla preferivaju slankastu vodu, a zahvaljujući njihovom jakom nadzemnom korenju sprečava se erozija obale i omogućuje stvaranje novih naslaga plodne zemlje. Šume mangrova pokrivaju više od 500 km² parka.

## Životinjski svet
Najveće životinje koje obitavaju u Everglejdsu su aligatori, krokodili, panteri, mrki medvedi, rečne vidre i belorepi jelen. Prerije šaša obiluju manjim životinjskim vrstama poput zelenih žaba, raznih vrsta skakavaca, leptira. Vode su pune riba i mekušaca te brojnih vodenih puževa.
Osim kornjača, od reptila u Everglejdsu žive i brojni gušteri, te zmije koje su se prilagodile načinu života u vodama ovog močvarnog područja. Neke od zmija su pepeljasto sive i odlično se stapaju sa okolinom, ali postoje i one jarkih boja, poput koralne zmije, čije boje upozoravaju na opasnost. Ova otrovnica ima obojene prstenove crvene, žute i crne boje, a glava joj je crna. Neke od zmija jako nalikuju opasnoj koralnoj zmiji, ali se ipak razlikuju rasporedom obojenih prstenova. Kod takvih zmija crveni i žuti prstenovi se ne dodiruju, dok se kod koraljne zmije dodiruju. Od otrovnica opasna je i zmija vodeni mokasin.
Od 1905. godine, zbog ranijeg velikog lova, donesen je zakon o zaštiti ptica ovog područja, pa sad u Everglejdsu obitava oko 350 različitih vrsta ptica poput ružičaste čaplje žličarke, morskih lastavica, običnih belih čaplji, ibisa i brojnih drugih vrsta.
U Everglejdsu obitava i retka vrsta vodenjaka koji nastanjuje samo ovo područje, ali i morske krave, 3 m dugačke i gotovo pola tone teške vodene životinje čiji je opstanak doveden u pitanje. Zbog gustog prometa u obalskim vodama morske krave su često stradale od udaraca propelera, te na Floridi živi tek oko hiljadu primeraka ove vrste. Savezna država Florida donela je zakon o zaštiti ove retke životinjske vrste.

## Istorija
Postoje pretpostavke da je područje parka Everglejds bilo naseljeno duže od 10.000 godina. Prvi Evropljani otkrivaju Everglejds 1513, kada je španski itraživač Huan Ponse de Leon istraživao delove poluostrva Florida, a kojeg su prilikom jednog kasnijeg istraživanja strelom ubili Kalusa indijanci. Španci su prilikom ekspedicije pronašli dva plemena indijanaca, Kalusa i Tekvesta, koji su živeli u tom području. Procenjuje se da se njihov broj kretao između 5.000 i 20.000. Tekvesta indijanci su se bavili ribolovom, a Kaluse su se hranili školjkama i rakovima. Veći broj ovih indijanaca je umro od novih, njima dotad nepoznatih bolesti poput tuberkuloze, gripe ili dečije paralize, koje su španski istraživači doneli sa sobom.
Nakon početnog neuspelog španskog pokušaja osvajanja Everglejdsa, područje južne Floride je ostalo u izolaciji oko 300 godina. Nakon 1700. godine bolesću opustošeno područje južne Floride nastanjuju indijanci koji se doseljavaju iz savezne države Džordžija i severnih područja Floride. Pleme Seminoli, što je na njihovom jeziku značilo slobodan čovek, nakon seminolskih ratova (1835—1842, 1855—1859) biva većinom eliminirano što na kraju 1821. godine dovodi do pripajanja ovog dela Floride Sjedinjenim Američkim Državama. Prvi doseljenici se počinju baviti ratarstvom, ribarstvom i lovom, ali im je život otežavala močvara Everglejdsa.
Dolazak novih stanovnika označio je pretnju održavanju ekosustava Everglejdsa. Doseljenici su lovom neke od ptica doveli do ruba izumiranja. Doseljenici su započeli sa preusmeravanjem vodotoka od jezera Okičobi čime su hteli da pod kontrolu stave česte poplave, te da osiguraju pitku vodu rastućoj populaciji. Početkom 20. veka guverner Buvar daje obećanje da će močvara biti isušena, pa se tako 1909. završava izgradnja kanala koji povezuje jezero Okičobi i Miami. Brana na južnom rubu jezera je dovršena 1930.
Održivost ovog područja je bila ugrožena potragom za naftom, što je dovelo do potrebe za očuvanjem prirodnih lepota Everglejdsa. Godine 1929, floridsko zakonodavstvo osniva asocijaciju Nacionalni park tropski Everglejds, koja je pod vodstvom pejzažnog arhitekta Ernesta Koa istraživala mogućnost uspostavljanja nacionalnog parka. Napori ove asocijacije su doveli do toga da je 20. maja 1934. izglasan zakon kojim se odobrava stvaranje parka, a borba za očuvanje Everglejdsa uspešno je okončana tek posle Drugog svetskog rata, kada je 6. decembra 1947. američki predsednik Hari Truman na svečanosti u Everglejds Sitiju otvorio Nacinalni park Everglejds.

### Nacionalni park Everglejds danas
Nacionalni park je omiljeno izletište brojnih turista i pustolova. Prema podacima uprave parka, 2007. godine park je posetilo preko milion posetilaca koji uživaju u šetnjama brojnim stazama parka, foto safariju i kampovanju na rubovima parka. U vodama parka je zabranjena upotreba motornih čamaca ili jet-skija, a dozvoljeno je voziti se plitkim čamcima sa vanjskim propelerima koji ne oštećuju podvodnu površinu, te kanuima i kajacima.
Unutar granica parka ne preporučuje se plivanje niti bavljenje sličnim vodenim aktivnostima zbog opasnosti od napada i ugriza vrlo otrovne zmije vodene mokasine, aligatora ili krokodila u slatkoj vodi, te morskih pasa ili barakuda u moru.

## Geografija i klima
Nacionalni park Everglejds se prostire na području od 6.106 km², uzduž vrha floridskog poluostrva, kroz okruge Majami-Dejd, Monro i Kolijer, zapadno od najvećeg floridskog grada Majamija.
Na jugu i krajnjem zapadu izlazi na obale Atlantika i Meksičkog zaliva. Nadmorska visina parka se kreće od nivoa mora do 2,4 metra iznad morske površine. Za vreme kišnog razdoblja samo u jednom danu može pasti oko 300 mm kiše.
U središtu Everglejdsa se nalazi oko 160 km dugačka reka duž koje su razbacana brojna niska ostrva. Izvor reke je u vrlo plitkom jezeru Okičobi, čija dubina ne prelazi 3,7 m, ali površinom zauzima 1,900 km². Reka se puni čestim izlivanjem ovog jezera, ali takođe i brojnim izvorima i potocima. Korito reke je krečnjačko i blago se spušta prema vrhu poluostrva u Floridski zaliv.
Sušna sezona traje od decembra do aprila, a temperatura vazduha u tom periodu se kreće od 12 do 25 °C. Kako su nivoi vode niski u tom periodu, životinje se okupljaju na središnjim vodenim lokacijama, što pruža dobre mogućnosti za posmatranje divljih životinja. Vlažniji deo sezone traje od maja do novembra, kad je prosečna temperatura vazduha oko 33 °C, a vlažnost vazduha oko 90%. Oluje mogu da nanesu 10—12 in (250—300 mm) u to vreme, dajaće polovinu prosečnih godišnjih padavina od 60 in (150 cm) u samo dva meseca.
| Klima Flamingo rejndžerske stanice, Florida | Klima Flamingo rejndžerske stanice, Florida | Klima Flamingo rejndžerske stanice, Florida | Klima Flamingo rejndžerske stanice, Florida | Klima Flamingo rejndžerske stanice, Florida | Klima Flamingo rejndžerske stanice, Florida | Klima Flamingo rejndžerske stanice, Florida | Klima Flamingo rejndžerske stanice, Florida | Klima Flamingo rejndžerske stanice, Florida | Klima Flamingo rejndžerske stanice, Florida | Klima Flamingo rejndžerske stanice, Florida | Klima Flamingo rejndžerske stanice, Florida | Klima Flamingo rejndžerske stanice, Florida | Klima Flamingo rejndžerske stanice, Florida |
| Pokazatelj \ Mesec                          | .Jan.                                       | .Feb.                                       | .Mar.                                       | .Apr.                                       | .Maj.                                       | .Jun.                                       | .Jul.                                       | .Avg.                                       | .Sep.                                       | .Okt.                                       | .Nov.                                       | .Dec.                                       | .God.                                       |
| ------------------------------------------- | ------------------------------------------- | ------------------------------------------- | ------------------------------------------- | ------------------------------------------- | ------------------------------------------- | ------------------------------------------- | ------------------------------------------- | ------------------------------------------- | ------------------------------------------- | ------------------------------------------- | ------------------------------------------- | ------------------------------------------- | ------------------------------------------- |
| Maksimum, °C (°F)                           | 24,8 (76,6)                                 | 25,6 (78,1)                                 | 26,4 (79,6)                                 | 28,3 (83,0)                                 | 30,3 (86,6)                                 | 31,6 (88,9)                                 | 32,2 (90,0)                                 | 32,4 (90,4)                                 | 31,8 (89,3)                                 | 30,3 (86,6)                                 | 28 (82,4)                                   | 25,8 (78,5)                                 | 28,96 (84,17)                               |
| Minimum, °C (°F)                            | 13,6 (56,4)                                 | 15 (59,0)                                   | 16,2 (61,2)                                 | 17,9 (64,2)                                 | 21 (69,8)                                   | 23,6 (74,5)                                 | 24 (75,2)                                   | 24,1 (75,4)                                 | 23,7 (74,7)                                 | 21,5 (70,7)                                 | 18,2 (64,8)                                 | 15,4 (59,7)                                 | 19,52 (67,13)                               |
| Količina padavinamm (in)                    | 43,2 (1,70)                                 | 43,9 (1,73)                                 | 50,5 (1,99)                                 | 46,7 (1,84)                                 | 88,6 (3,49)                                 | 182,4 (7,18)                                | 142,2 (5,60)                                | 199,9 (7,87)                                | 160,3 (6,31)                                | 97,3 (3,83)                                 | 62 (2,44)                                   | 42,4 (1,67)                                 | 1.159,4 (45,65)                             |
| Izvor:                                      |                                             |                                             |                                             |                                             |                                             |                                             |                                             |                                             |                                             |                                             |                                             |                                             |                                             |

| Klima Rojal Pam RS 1981-2010, ekstremi 1949-2018    | Klima Rojal Pam RS 1981-2010, ekstremi 1949-2018 | Klima Rojal Pam RS 1981-2010, ekstremi 1949-2018 | Klima Rojal Pam RS 1981-2010, ekstremi 1949-2018 | Klima Rojal Pam RS 1981-2010, ekstremi 1949-2018 | Klima Rojal Pam RS 1981-2010, ekstremi 1949-2018 | Klima Rojal Pam RS 1981-2010, ekstremi 1949-2018 | Klima Rojal Pam RS 1981-2010, ekstremi 1949-2018 | Klima Rojal Pam RS 1981-2010, ekstremi 1949-2018 | Klima Rojal Pam RS 1981-2010, ekstremi 1949-2018 | Klima Rojal Pam RS 1981-2010, ekstremi 1949-2018 | Klima Rojal Pam RS 1981-2010, ekstremi 1949-2018 | Klima Rojal Pam RS 1981-2010, ekstremi 1949-2018 | Klima Rojal Pam RS 1981-2010, ekstremi 1949-2018 |
| Pokazatelj \ Mesec                                  | .Jan.                                            | .Feb.                                            | .Mar.                                            | .Apr.                                            | .Maj.                                            | .Jun.                                            | .Jul.                                            | .Avg.                                            | .Sep.                                            | .Okt.                                            | .Nov.                                            | .Dec.                                            | .God.                                            |
| --------------------------------------------------- | ------------------------------------------------ | ------------------------------------------------ | ------------------------------------------------ | ------------------------------------------------ | ------------------------------------------------ | ------------------------------------------------ | ------------------------------------------------ | ------------------------------------------------ | ------------------------------------------------ | ------------------------------------------------ | ------------------------------------------------ | ------------------------------------------------ | ------------------------------------------------ |
| Apsolutni maksimum, °C (°F)                         | 33 (92)                                          | 36 (97)                                          | 38 (101)                                         | 39 (102)                                         | 42 (107)                                         | 40 (104)                                         | 39 (102)                                         | 39 (103)                                         | 41 (105)                                         | 41 (106)                                         | 37 (99)                                          | 35 (95)                                          | 42 (107)                                         |
| Maksimum, °C (°F)                                   | 27,2 (81,0)                                      | 28,6 (83,5)                                      | 29,7 (85,4)                                      | 31,1 (88,0)                                      | 33,1 (91,5)                                      | 34,1 (93,3)                                      | 34,8 (94,7)                                      | 34,9 (94,8)                                      | 34,2 (93,6)                                      | 32,7 (90,8)                                      | 30 (86,0)                                        | 28 (82,4)                                        | 31,53 (88,75)                                    |
| Minimum, °C (°F)                                    | 12,5 (54,5)                                      | 13,3 (56,0)                                      | 14,6 (58,3)                                      | 16,3 (61,3)                                      | 18,9 (66,1)                                      | 21,9 (71,5)                                      | 22,8 (73,1)                                      | 23,2 (73,7)                                      | 23,1 (73,6)                                      | 21,2 (70,2)                                      | 17,4 (63,4)                                      | 14,2 (57,6)                                      | 18,28 (64,94)                                    |
| Apsolutni minimum, °C (°F)                          | −4 (24)                                          | −2 (29)                                          | −1 (31)                                          | 3 (37)                                           | 9 (49)                                           | 10 (50)                                          | 19 (66)                                          | 19 (66)                                          | 18 (64)                                          | 9 (49)                                           | −1 (31)                                          | −3 (27)                                          | −4 (24)                                          |
| Količina padavinamm (in)                            | 42,7 (1,68)                                      | 46 (1,81)                                        | 61,7 (2,43)                                      | 58,7 (2,31)                                      | 135,6 (5,34)                                     | 210,8 (8,30)                                     | 168,4 (6,63)                                     | 230,1 (9,06)                                     | 216,7 (8,53)                                     | 122,9 (4,84)                                     | 65,8 (2,59)                                      | 36,8 (1,45)                                      | 1.396,2 (54,97)                                  |
| Dani sa padavinama (≥ 0.01 in)                      | 6,3                                              | 5,8                                              | 7,7                                              | 6,3                                              | 10,1                                             | 16,1                                             | 17,2                                             | 19,1                                             | 18,0                                             | 11,6                                             | 7,8                                              | 6,3                                              | 132,3                                            |
| Izvor: NWS Nowdata from NWS Miami for Royal Palm RS |                                                  |                                                  |                                                  |                                                  |                                                  |                                                  |                                                  |                                                  |                                                  |                                                  |                                                  |                                                  |                                                  |

## Galerija
- Pogled na Everglejds iz vazduha
- Aligator
- Močvara Everglejdsa
- Stabla i korenje mangrova
- Ružičaste čaplje žličarke
- Koralna zmija
- Živopisni narančasti leptir (Dryas julia)
- Istočni ulaz u Nacionalni park Everglejds

## Literatura
- Davis, Jack (2009). An Everglades Providence: Marjory Stoneman Douglas and the American Environmental Century. University of Georgia Press. ISBN 978-0-8203-3071-6.
- Douglas, Marjory (1947). The Everglades: River of Grass. ISBN 978-0-912451-44-2.. Florida Classics Library.
- Ferriter, Amy; Serbesoff-King, Kristina; Bodle, Mike; Goodyear, Carole; Doren, Bob; Langeland, Ken (2004). Chapter 8E: Exotic Species in the Everglades Protection Area, South Florida Water Management District
- Grunwald, Michael (2006). The Swamp: The Everglades, Florida, and the Politics of Paradise. Simon & Schuster. ISBN 978-0-7432-5105-1.
- Hammer, Roger (2005). Everglades National Park and the Surrounding Area: A Guide to Exploring the Great Outdoors. Morris Book Publishing, LLC. ISBN 978-0-7627-3432-0..
- Lodge, Thomas (2005). The Everglades Handbook: Understanding the Ecosystem. CRC Press. ISBN 978-1-56670-614-8.
- McCally, David (1999). The Everglades: An Environmental History. University Press of Florida. ISBN 978-0-8130-2302-1..
- Robertson, Jr. William (1989). Everglades: The Park Story. ISBN 978-0-945142-01-0. Florida National Parks & Monuments Association, Inc.
- Rodgers, LeRoy; Bodle, Mike; Laroche, Francois (2010). Chapter 9: Status of Nonindigenous Species in the South Florida Environment, 2010 South Florida Environmental Report (Volume I), South Florida Water Management District.
- South Florida Water Management District (2010). Chapter 6: Ecology of the Everglades Protection Area. 2010 South Florida Environmental Report: Volume I—The South Florida Environment. Приступљено May 26, 2010.
- Tebeau, Charlton W. (1955). The Story of the Chokoloskee Bay County and the Reminiscences of Pioneer C. S. "Ted" Smallwood. University of Miami Press..
- Tebeau, Charlton W (1963). They Lived in the Park: The Story of Man in the Everglades National Park. University of Miami Press..
- Tebeau, Charlton W (1968). Man in the Everglades. University of Miami Press. ISBN 978-0-87024-073-7..
- Whitney, Ellie et al.,, ур. (2004). Priceless Florida: Natural Ecosystems and Native Species. Pineapple Press. ISBN 978-1-56164-309-7..
- Sva čuda svijeta - Nakladnik: Mozaik knjiga, Zagreb 2004.

## Spoljašnje veze
- Everglades foto galerija
- The Everglades in the Time of Marjorie Stoneman Douglas - photo exhibit created by the State Archives of Florida
- Reclaiming the Everglades: South Florida's Natural History
- Everglades National Park Protection and Expansion Act
- UNESCO World Heritage Centre
- Marjory Stoneman Douglas Wilderness
- Short public television episode on the Florida Everglades
- U.S. National Parks Net: Everglades National Park Архивирано на веб-сајту  (10. август 2006)